# Elizabeth Becker-Pinkston
Elizabeth Anna Becker-Pinkston, detta Betty (Filadelfia, 6 marzo 1903 – Detroit, 6 aprile 1989), è stata una tuffatrice statunitense.

## Biografia
Ha spostato il tuffatore e compagno di nazionale Clarence Pinkston. 
Nel 1967 è stata inclusa nell'International Swimming Hall of Fame.

## Palmarès
- Giochi olimpici

Parigi 1924: oro nel trampolino 3 m; argento nella piattaforma 10 m
Amsterdam 1928: oro nella piattaforma 10 m